# Evangelische Kirche Korb

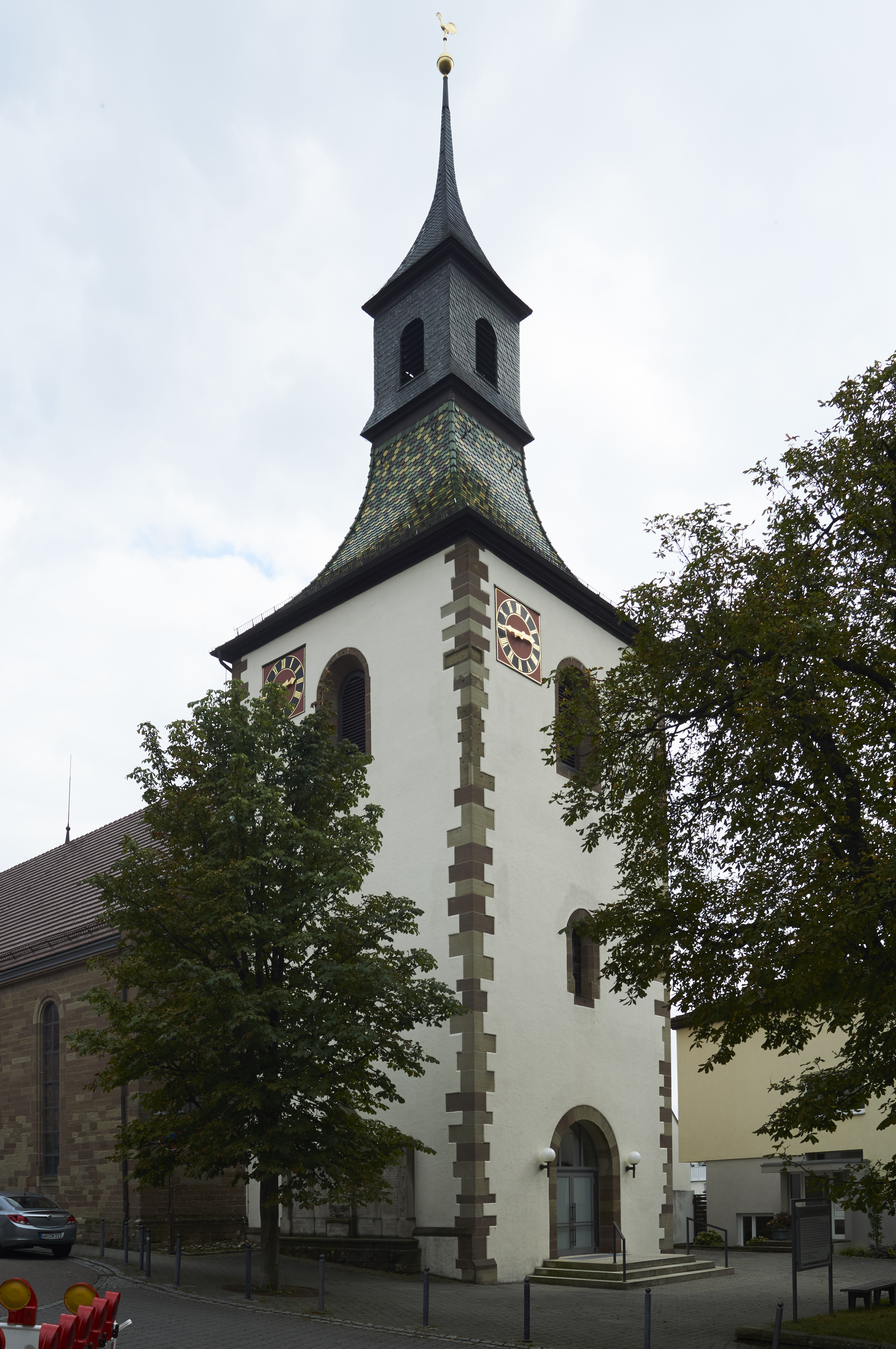
Evangelische Kirche Korb

Die Evangelische Kirche Korb steht in Korb, einer Gemeinde im Rems-Murr-Kreis in Baden-Württemberg. Das Bauwerk ist beim Landesamt für Denkmalpflege Baden-Württemberg als Baudenkmal eingetragen. Die Kirchengemeinde gehört zum Kirchenbezirk Waiblingen der Evangelischen Landeskirche in Württemberg.
Am 1. Januar 2023 ist die Kirchengemeinde in der Evangelischen Verbundkirchengemeinde Korb-Beinstein aufgegangen.

## Beschreibung
Die 1832 nach Plänen von Karl Marcell Heigelin errichtete Saalkirche besteht aus dem Langhaus, dem eingezogenen, gerade geschlossenen Chor im Osten und dem vom Vergängerbau übernommenen ehemaligen Chorturm im Westen. Dessen oberstes Geschoss beherbergt die Turmuhr und den Glockenstuhl für zwei Kirchenglocken und ist mit einem geschwungenen Pyramidendach abgeschlossen, das von einer schiefergedeckten Laterne bekrönt wird.
Zur Kirchenausstattung gehört ein Kruzifix, das Michel Erhart zugeschrieben wird. Die Orgel wurde 1750 von Johann Adam Ehrlich gebaut.

### Glocken
Das Geläute besteht aus 4 Glocken, dies sind die Hallelujaglocke (d1), Hosiannaglocke (f1), Kyrieleisonglocke (g1), so wie einer namenlosen Glocke (b1). Die 3 erstgenannten Glocken wurden 1950 von der Glockengießerei Kurtz, Stuttgart, gegossen, die kleinste, namenlose Glocke 1963 von der Glockengießerei Rincker.